# Evarcha michailovi
Evarcha michailovi là một loài nhện nhảy thuộc chi Evarcha, có phạm vi phân bố đặc hữu tại châu Âu và châu Á. Loài này thích nghi tốt với các môi trường khô như đồng cỏ khô và vùng cây bụi, nhưng cũng có thể được tìm thấy gần khu dân cư. Loài được Dmitri Logunov mô tả lần đầu vào năm 1992 dựa trên mẫu thu thập tại Nga. Tuy nhiên, các mẫu vật của loài này đã từng được phát hiện ở Mông Cổ từ mười năm trước đó, nhưng bị xác định nhầm là loài khác. Nhện có mai màu nâu đến nâu sẫm, dài khoảng 2,08–2,75 mm, đôi khi có các sọc sáng hai bên. Vùng mắt có vạch trắng nổi bật, còn phần trước miệng có màu cam và lông rậm. Bụng dài khoảng 1,88–3,13 mm, con cái thường lớn hơn con đực. Mặt lưng bụng thường màu xám đậm, nhưng hoa văn rất thay đổi giữa các cá thể. Mặt dưới bụng có màu nâu xám đồng nhất.